# 走馬燈

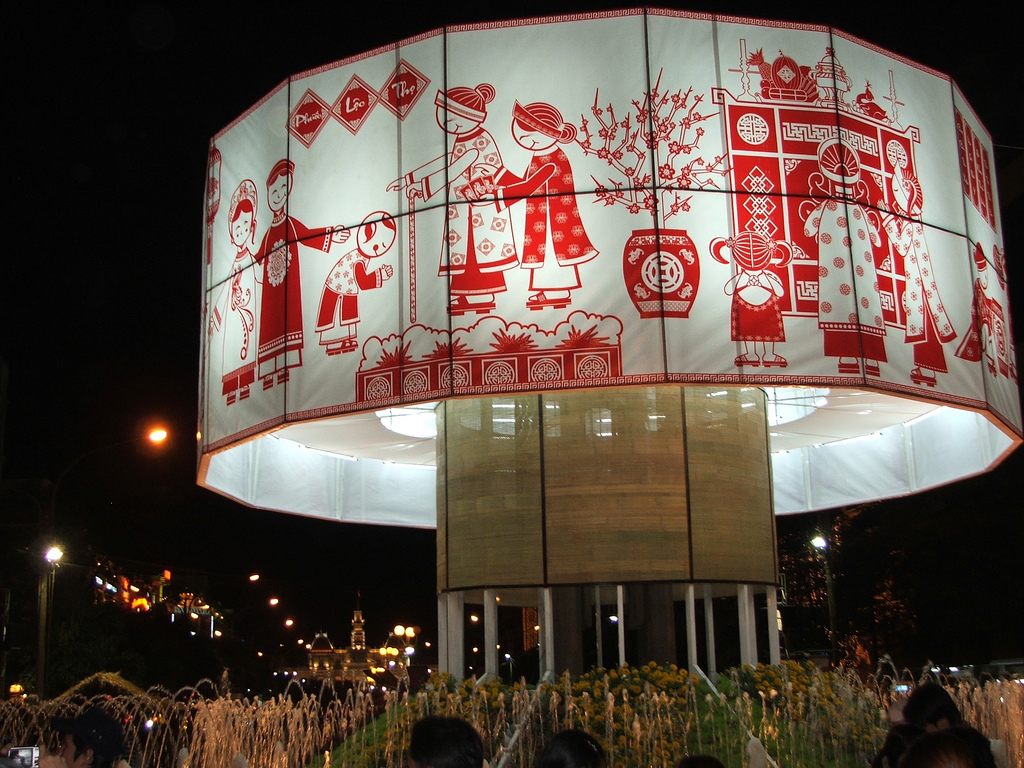
现代越南的春节走马灯

走馬燈，古稱蟠螭燈（秦漢）、仙音燭（唐）、轉鷺燈（唐）、馬騎燈（宋），西方稱魔燈，是中國傳統玩具之一，燈籠的一種，常見於元夕、元宵、中秋等節日。
燈內點上蠟燭，燭產生的熱力造成上升氣流，令輪軸轉動。輪軸上有剪紙，燭光將剪紙的影投射在屏上，圖像便不斷走動。
中國古代在《西京雜記》、《清異錄》、《雲仙雜記》、《武林舊事·卷二·燈品》、《燕京歲時記·走馬燈》中都有提到走馬燈。民間相傳走馬燈為惠利夫人莘七娘發明。
在日本江戶時代中期是常見的夏夜娛樂項目，俳諧中為夏季季語。

## 電腦
在IE，走馬燈效果可用<marquee>...</marquee>來實現。儘管Mozilla、Opera和Safari也支援這個元素，但它始終不在W3C的標準HTML內。在W3C計劃中的CSS標準內，將有和<marquee>相近的效果的語法。當然，JavaScript等亦可實現走馬燈的效果。

## 外部連結
- 中國古代機械工程·走馬燈 （页面存档备份，存于）